# 盖布哈茨海恩
盖布哈茨海恩是德国莱茵兰-普法尔茨州的一个市镇。总面积5.97平方公里，总人口1869人，其中男性925人，女性944人（2011年12月31日），人口密度313人/平方公里。